# (38288) 1999 RZ68
1999 RZ68 (asteroide 38288) é um asteroide da cintura principal. Possui uma excentricidade de 0.12366720 e uma inclinação de 10.23001º.
Este asteroide foi descoberto no dia 7 de setembro de 1999 por LINEAR em Socorro.